# Tesouro nacional
O tesouro nacional, fazenda pública ou erário público representa o conjunto dos meios financeiros à disposição de um estado. Designa também os serviços de administração encarregados da gestão desses recursos, que na maioria dos países é um serviço do estado ligado às pastas governamentais que tratam de assuntos financeiros. Cada país possui sua própria nomenclatura para tais pastas, como secretário de Estado do Tesouro (dependente do ministro das Finanças) em Portugal, ou a Secretaria do Tesouro Nacional (vinculada ao Ministério da Fazenda) no Brasil.
Os fundos públicos têm origem nas receitas do estado, em particular a fiscalidade. Estes fluxos são controlados através do orçamento de estado.

## No Brasil
O Tesouro Nacional é o caixa do Governo, ou seja, o conjunto de suas disponibilidades e, ao mesmo tempo, designa também o órgão público responsável pelo gerenciamento da dívida pública do país, a Secretaria do Tesouro Nacional.
Referente ao caixa da União, o Brasil adota o sistema chamado de Caixa Único, instituído pelo Decreto-Lei nº 200 de 1967:
Art. 92. Com o objetivo de obter maior economia operacional e racionalizar a execução da programação financeira de desembolso, o Ministério da Fazenda promoverá a unificação de recursos movimentados pelo Tesouro Nacional através de sua Caixa junto ao agente financeiro da União.
Posteriormente, em 1986, foi editado o Decreto nº 93.872, dispondo que todos os recursos do erário se mantivessem depositados na conta única do Tesouro, instituída no Banco do Brasil:
Art . 4º Os recursos de caixa do Tesouro Nacional serão mantidos no Banco do Brasil S.A., somente sendo permitidos saques para o pagamento de despesas formalmente processadas e dentro dos limites estabelecidos na programação financeira.
Por fim, em 1988, foi criada a Conta Única do Tesouro Nacional no Banco Central do Brasil, a qual substituiu a conta "Movimento do Governo" no Banco do Brasil. Na mesma data, ocorreu a unificação dos orçamentos.

### O significado da Unidade de Caixa
Os dispositivos legais citados, ao instituírem o princípio da unidade de caixa, dispõem que toda e qualquer receita arrecadada pela União terá de ser recolhida ao caixa único do Tesouro Nacional (a exemplo do recolhimento de impostos e contribuições para a Receita Federal do Brasil - RFB), bem como todas as despesas serão feitas mediante saques contra a mencionada conta.
Assim, as receitas orçamentárias, receitas próprias ou receitas extra-orçamentárias de cada órgão e cada Poder da União deverão ser recolhidas ao Caixa Único do Tesouro.
Como meio de controle das contas públicas, é vedado por lei ao Banco Central do Brasil conceder, direta ou indiretamente, empréstimos ao Tesouro Nacional.

### Tesouro Nacional como Secretaria de Estado
O Tesouro Nacional também se refere ao órgão do Ministério da Fazenda responsável pela administração financeira do país, a Secretaria do Tesouro Nacional.
Antes da reforma bancária de 1964, era responsável pela emissão de papel moeda. Atualmente essa função é conferida ao Banco Central do Brasil (BCB), quando ordenada pelo Conselho Monetário Nacional (CMN).
A partir de 1988, com o reordenamento financeiro, passou a exercer atividades relacionadas ao fomento e à administração da dívida pública federal, por meio de captações de recursos no mercado financeiro.
Tais captações se dão pela  emissão primária de títulos públicos, que são adquiridos tanto por instituições financeiras, por meio de leilões, quanto diretamente por pessoas físicas, por meio do programa chamado Tesouro Direto (as pessoas jurídicas não-financeiras somente podem adquirir os títulos por intermédio de uma instituição financeira).

### Desvio de dinheiro
Em 29 de março de 2017 dois homens foram presos ao tentar receber 28,8 bilhões de reais em Títulos do Tesouro do Brasil de uma agência bancária no bairro da Pituba, em Salvador (Bahia).